# Cañada Rosquín
Cañada Rosquín är en ort i Argentina.   Den ligger i provinsen Santa Fe, i den centrala delen av landet, 400 km nordväst om huvudstaden Buenos Aires. Cañada Rosquín ligger 75 meter över havet och antalet invånare är 5 103.
Terrängen runt Cañada Rosquín är mycket platt, och sluttar österut. Närmaste större samhälle är El Trébol, 18,9 km sydväst om Cañada Rosquín.
Trakten runt Cañada Rosquín består till största delen av jordbruksmark. Runt Cañada Rosquín är det glesbefolkat, med 13 invånare per kvadratkilometer.